# Ludwik II Wirtemberski-Urach
Ludwik II Wirtemberski (ur. 3 kwietnia 1439  – zm. 3 listopada 1457 Bad Urach) – hrabia Wirtembergii-Urach.

## Życiorys
Syn Ludwika I i Matyldy. Trzy lata po śmierci ojca w wieku 14 lat przejął władzę. Zmarł w 1457 roku w wieku 18 lat. Jego następcą został brat Eberhard.